# Стоглавый собор

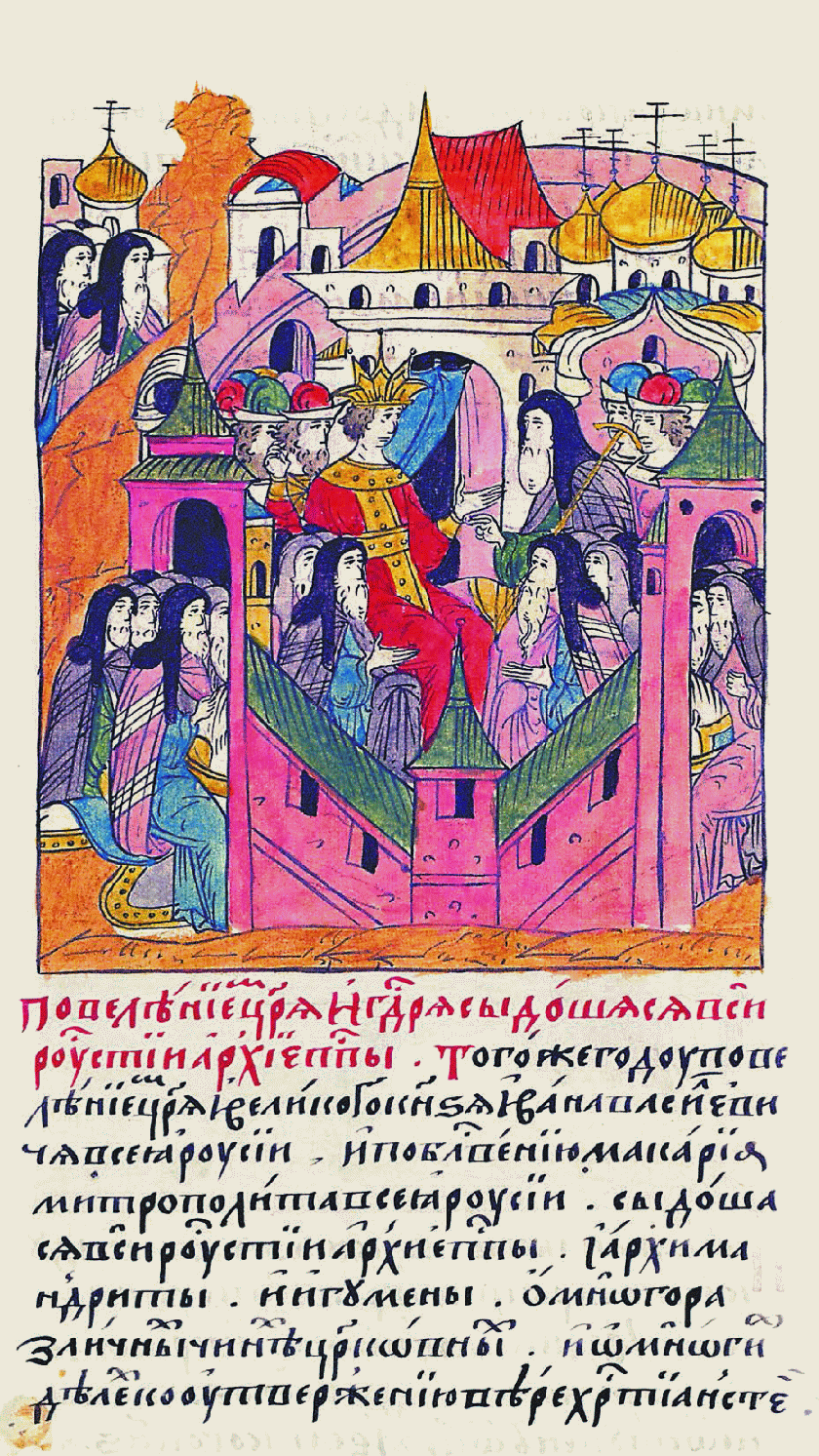

Стогла́вый собо́р — поместный собор Русской церкви и земский собор, который проходил в Москве с 23 февраля по 11 мая 1551 (7059) года в Успенском соборе Кремля, с участием царя Ивана Грозного, высшего духовенства и представителей Боярской думы. Главной целью собора было стремление нивелировать разночтения в сфере церковной жизни, разрешить важнейшие духовно-бытийные вопросы русского народа.
Со стороны духовенства в соборе принимал участие митрополит Макарий (в качестве председателя), а также архиепископы Акакий (Тверская епархия), Гурий (Смоленская епархия), Касьян (Рязанская епархия), Киприан (Пермская епархия), Никандр (Ростовская епархия), Савва (Крутицкая епархия), Трифон (Суздальская епархия), Феодосий (Новгородская епархия) и ещё один Феодосий (Коломенская епархия)
Собор был созван по инициативе Макария и Сильвестра. Текст повестки, предположительно, составлен Сильвестром. В соборе нашла выражение борьба иосифлян и нестяжателей, поддерживая которых царь надеялся провести секуляризацию. Решения собора, выраженные в 100 главах (Стоглав), носили компромиссный характер.

## Хронология
Дата проведения собора вызывает споры. Евгений Голубинский признаёт дату 23 февраля за начало работы Собора, тогда как священник Димитрий Стефанович говорит в своей магистерской диссертации, что Собор начался в первых числах января 1551 года, а к 23 февраля он мог и окончиться. А к маю была составлена редакция решений собора.

## Решения собора
Собор принял Судебник, отверг секуляризационные планы правительства, но ограничил дальнейшее приращение церковных владений в городах и финансовые привилегии духовенства; решения, сведённые в сто глав, в литературе имеют название Стоглава.
Царь Иван Грозный представил собору также новый Судебник и уставные грамоты, просил прочесть их и рассудить и, если дело будет признано достойным, скрепить их подписями для хранения в казне. Царь говорил, между прочим, на соборе, что его бояре и вельможи впали во многие корысти и хищения, называл их лихоимцами, хищниками, творящими неправедный суд; но в то же время он признал, что всех обид и разорений, происшедших от бессудства и лихоимания властей, исправить невозможно, и просил оставить «друг другу вражды и тяготы». На Стоглавом соборе царь подтвердил, что он предписал боярам «помиритися на срок» по всем делам «со всеми христианы» своего царства.
Некоторые решения Собора, касающиеся обрядов, были отменены Московским Собором 1667 года, наложившим анафему и на сами обряды, и на придерживающихся их: двоеперстие, двугубую аллилуйю и пр.